# Fuculose
Le Fuculose est un cétohexose, plus précisément un désoxyose du tagatose.